# Методи Стойчев
Методи Стойчев, наречен Мандалото, Мойсо или Шилер, е български революционер, крушевски войвода на Вътрешната македоно-одринска революционна организация.

## Биография
Стойчев е роден в 1880 година в град Крушево, тогава в Османската империя. Работи като учител. Влиза във ВМОРО. В 1902 година става нелегален четник при Велко Марков. В сражението в село Ракитница на 23 юли 1902 година, в което загива войводата Марков, Стойчев е заловен и осъден на 15 години затвор. Лежи в Битоля. След излизането си от затвора е крушевски градски войвода. Участва в Илинденско-Преображенското въстание в 1903 година.
При избухването на Балканската война в 1912 година е доброволец в Македоно-одринското опълчение и е войвода на чета №39, коятов води няколко сражения в района на Кожух планина и пристига на 20 октомври в Крушевско. Мобилизира милицията от града и селата и атакува отстъпващите откъм Кичево османски войски. На 25 октомври българските чети влизат в Крушево и в града е установено временно българско управление. На 15 ноември в града влиза сръбска рота, а четите на Стойчев, Иван Джонев и Ставри Димитров събират оръжието от турските села и въоръжеват местното българско население. По-късно Стойчев служи в Нестроевата рота на 10 прилепска дружина, а през Междусъюзническата война в 1913 година е в Сборната партизанска рота. Попада в сръбски плен, от който е освободен на 6 февруари 1914 година.
| Чета № 39 на МОО с командир Методи Стойчев | Чета № 39 на МОО с командир Методи Стойчев | Чета № 39 на МОО с командир Методи Стойчев | Чета № 39 на МОО с командир Методи Стойчев | Чета № 39 на МОО с командир Методи Стойчев | Чета № 39 на МОО с командир Методи Стойчев |
| Номер                                      | Име                                        | Години                                     | Околия                                     | Селище                                     | Бележки                                    |
| ------------------------------------------ | ------------------------------------------ | ------------------------------------------ | ------------------------------------------ | ------------------------------------------ | ------------------------------------------ |
|                                            | Алексо Ивановски                           | 27                                         | Крушевско                                  | Крушево                                    |                                            |
|                                            | Анастас Стоянов                            | 28                                         | Крушевско                                  | Крушево                                    |                                            |
|                                            | Васил Клисаров                             | 29                                         | Крушевско                                  | Крушево                                    |                                            |
|                                            | Велко Ангелов Японеца                      | 22                                         | Крушевско                                  | Крушево                                    |                                            |
|                                            | Ив. Димитров                               |                                            | Петричко                                   | Чуричени                                   |                                            |
|                                            | Иван (Ванчо) Котев                         | 22                                         | Крушевско                                  | Крушево                                    | убит                                       |
|                                            | Лазар Алексиев                             | 28                                         | Дебърско                                   | Осой                                       |                                            |
|                                            | Матей (Мате) Костов                        | 27                                         | Крушевско                                  | Крушево                                    |                                            |
|                                            | Стоимен Илиев                              |                                            | Петричко                                   | Чуричени                                   |                                            |
|                                            | Тома Блажев (Боримечката)                  | 29                                         | Крушевско                                  | Крушево                                    |                                            |
|                                            | Хр. Гоцев                                  |                                            | Кукушко                                    | Шекерли                                    |                                            |
|                                            | Христо Николов Цацов                       | 22                                         | Крушевско                                  | Крушево                                    |                                            |
|                                            | Шула Карев                                 | 30                                         | Крушевско                                  | Крушево                                    |                                            |

Става член на Илинденската организация. По време на българското управление на Вардарска Македония (1941-1944) се намира в родното Крушево. Умира на 11 февруари 1946 година в София.